# Cornufer heffernani
Cornufer heffernani – gatunek płaza bezogonowego z rodziny Ceratobatrachidae.
Występuje na Wyspach Salomona, w tym na wyspach Bougainville’a i Buka należących do Papui-Nowej Gwinei.